# ルテル・トライ
ルテル・トライ（Luteru Tolai、1998年6月1日 - ）は、プロD2、ビアリッツ・オランピックに所属するラグビーユニオン選手。

## プロフィール
- ニュージーランド・オークランド出身[1]。
- ポジションはフッカー(HO)。
- 身長 179cm、体重 119kg
- サモア代表キャップは4(2024年10月現在）でワールドカップ2023のサモア代表に選ばれた[2]。

## 略歴
ノースハーバー、ブルーズ、モアナ・パシフィカを経て、2023年、ビアリッツ・オランピックに加入。